# Isak Andic
Isak Andic Ermay (turco: İsak Andiç Ermay; Istanbul, 1º ottobre 1953 – Collbató, 14 dicembre 2024) è stato un imprenditore spagnolo di origine turca, famoso per aver fondato nel 1984, insieme al fratello Nahman, il marchio di abbigliamento Mango.
Nel dicembre del 2024 la rivista Forbes indicò Isak Andic come la persona più ricca della Catalogna con un patrimonio di 4,5 miliardi di dollari.

## Biografia
Isak Andic nacque in Turchia da una coppia di ebrei sefarditi, poi emigrati in Spagna. 
Secondo Business of Fashion, Isak e suo fratello Nahman, iniziarono a vendere magliette ricamate a mano a Barcellona. In seguito aprirono negozi anche a Madrid, dapprima lanciando il proprio marchio (Isak Jeans) e poi inserendone altri sugli stessi scaffali. Nel 1984, dopo aver unito le forze con l'imprenditore Enric Cusí, diede inizio al marchio Mango. Scelse questo nome ispirandosi ai manghi assaggiati durante un viaggio nelle Filippine.
Nel 2006, Isak Andic fu nominato direttore del Banco Sabadell e nel 2012 ne divenne il principale azionista con una quota del 7%5.
Nel 2010 Forbes lo indicò come il 32º ebreo più ricco del mondo. 
Isak Andic morì a Collbató il 14 dicembre 2024 all'età di 71 anni dopo essere precipitato in un burrone durante una visita alle grotte di Salnitre del Montserrat. La notizia della disgrazia venne annunciata lo stesso giorno dall'azienda Mango in un comunicato stampa.